# Ahmed Urabi
Ahmed Urabi o Orabi o Ourabi, també conegut com a Urabi Paixà, i encara com Ahmed Arabi o Arabí Paixà (àrab: أحمد عرابى, Aḥmad ʿUrābī) (Herya-Rozna, Al-Zaqāziq, 1 d'abril de 1841 - el Caire, 21 de setembre de 1911) fou un militar i líder nacional egipci.
En la població on va néixer, la seva família ocupava una elevada posició i eren rics, tot i que considerats dins els fellahs, i el jove Arabí va entrar a l'Acadèmia Militar del Caire i es va diplomar obtenint aviat el grau de coronel, el primer egipci que va arribar a aquest grau (1861); el virrei Ismaïl (1863, khediv des de 1867) va modernitzar l'exèrcit i va suprimir el monopoli que tenien els balcànics, circassians i turcs i va formar un autèntic exèrcit nacional reclutant a egipcis i turcs el que va accelerar la carrera d'Arabí Pasha. Va servir a diversos cossos, i era un orador apassionat; pels seus orígens camperols fou vist per la gent com l'autèntica veu del poble d'Egipte i els seus seguidors el van anomenar 'al-Wahid' (l'Únic). El 1875 feu la campanya d'Abissínia. El febrer del 1879 els oficials egipcis van emetre una protesta al ministeri de finances exigint el restabliment del seu sou que havia estat reduït a la meitat a causa de la crisi econòmica i financera.
Tewfik Pasha va pujar al tron el 26 de juny de 1879 quan el seu pare Ismaïl Paixà fou deposat pel sultà a petició de les potències, a causa de l'impagament del deute; el país fou declarat insolvent i va augmentar el poder britànic i francès que de fet ja tenien el control del govern, mentre l'assemblea intentava augmentar els seus poders; el sultà otomà va tractar de restaurar la seva sobirania per mitjà del nou khediv però es va trobar en què aquest no podia fer res sense les garanties franco-britàniques, i que només podia governar cooperant amb els controladors fiscals europeus. Creixia el descontentament a l'exèrcit especialment quan Tawfiq va promulgar una llei que prohibia als camperols esdevenir oficials de l'Exèrcit i Arabí va liderar la protesta que afavoria als oficials aristocràtics (la majoria egipcis però d'ascendència estrangera); Arabí va obtenir el suport de molts militars com ell i la llei fou finalment derogada. Quan Tewfik Paixà va refusar signar una carta constitucional, el primer ministre Muhammad Sharif Pasha va renunciar el 18 d'agost de 1879 i el mateix Tewfik va exercir breument les funcions. Tewfik havia de governar segons li dictaven les potències i això feia créixer el descontentament entre el poble i entre l'exèrcit. El coronel Arabí es va erigir en cap del corrent militar oposat a la intervenció estrangera i l'exèrcit va adquirir un gran predomini i liderat per Arabí exercí una considerable influència; es parlava fins i tot de deposar el khediv, i Arabí es va negar a anar a Constantinoble, on el cridava el sultà, sobirà nominal d'Egipte.
El khediv va intentar reforçar la seva posició i el 21 de setembre de 1879 va nomenar un primer ministre enèrgic, Riyad Pasha. El novembre de 1879 una part dels membres de l'Assemblea es van trobar en secret amb Arabí i altres opositors al khediv i van formar el partit nacional publicant un manifest que protestava contra la intervenció de les potències estrangeres en els afers d'Egipte i exigia un control més fort del khediv. Aquest va contestar emetent un decret que limitava la permanència a l'exèrcit a quatre anys (1880); els seguidors d'Arabí van exigir llavors el cessament del Ministre de la Guerra Uthman Rifki, circassià, al que consideraven un enemic, demanant el nomenament de Mahmud Sami al-Barudi, oficial egipci ambiciós que estava disposat a donar suport a Arabí. Tawfiq va refusar aquestes exigències i la tensió va créixer fins que el febrer de 1881 el khediv va ordenar l'arrest dels caps de la protesta. Arabí i dos altres coronels foren portats davant una cort marcial; l'exèrcit es va revoltar, va assaltar el ministeri de la Guerra i va alliberar els arrestats. El khediv i el seu primer ministre foren forçats a cessar al ministre Rifki i nomenar al-Barudi.
Al-Barudi va intentar satisfer les exigències dels militars rebels (augment de sou i millors perspectives de promoció). Arabí fou promogut a bey. Però la disciplina a l'exèrcit s'havia relaxat i el juliol de 1881 les tropes es van amotinar a Alexandria i al-Barudi fou destituït. El setembre es va organitzar una gran manifestació que va presentar noves exigències a Tawfiq. Arabí va agafar la direcció del moviment pretenent actuar com a líder nacional; es va parlar de crear una assemblea de parlamentaris. El khediv va cedir i el 14 de setembre de 1881 va nomenar altre cop primer ministre a Muhammad Sharif Pasha (que ja ho havia estat de l'abril a l'agost de 1879 i havia estat un dels impulsors del partit nacional) nomenant altre cop ministre de la Guerra a Mahmud Sami al-Barudi amb Arabí com a subsecretari del ministeri i adjunt del ministre.
Arabí no obstant va continuar l'agitació contra el govern de Sharif i va esdevenir el portaveu de la revolució nacional, amenaçant d'utilitzar la força per complir els objectius nacionals. Els britànics estaven alarmats, ja que Arabí podia agafar el control del Canal de Suez. Anglaterra i França llavors enviaren al Caire (gener de 1882) una nota reclamant l'allunyament d'Arabí i refermant el seu suport al khediv, però aquest fet fou considerat ofensiu pels nacionalistes egipcis dins i fora de l'exèrcit i van donar suport a Arabí, que es va sentir prou fort per desafiar al khediv. El 4 de febrer de 1882 Tewfik fou forçat pels militars a reorganitzar el govern amb Mahmud Sami al-Barudi com a primer ministre i Arabí Paixà com a ministre de la Guerra. Urabí era ja el cap nacional de la protesta contra la política seguida pel khediv de submissió als dictats europeus. Al-Barudi i Arabí van fer promocions a l'exèrcit i van començar a eliminar la influència estrangera.
Tot i que Tewfik s'oposava al moviment es va trobar dominat per aquest. França i Gran Bretanya van anunciar que li donarien suport i el maig un esquadró naval va aparèixer davant d'Alexandria; les potències oficialment anaven a protegir el khediv i van exigir la destitució d'Arabí Paixà (la flota francesa es va retirar poc després). El primer ministre Mahmud Sami al-Barudi va dimitir el 26 de maig en protesta per l'amenaça britànica i la simpatia que hi mostrava Tawfiq; el govern va seguir en funcions. Mentre la presència britànica va causar disturbis antibritànics a Alexandria a partir del 12 de juny de 1882; els britànics van exigir la protecció dels seus nacionals a Alexandria, i del khediv, i van demanar el cessament d'Arabí; després de dies de crisi les tropes d'Arabí van encerclar el palau Abdin on era el khediv exigint que Arabí fos nomenat Ministre de la Guerra el que van aconseguir (18 de juny de 1882) en un govern presidit per Ismail Raghib Pasha. El khediv i el govern van haver de refusar les exigències britàniques, i aquestos el van acusar de no adoptar cap mesura per la protecció dels seus nacionals a Alexandria.
De fet fou Arabí qui no va fer res per a contenir les protestes i al contrari va construir fortificacions per resistir els britànics; la flota manada per Sir Beauchamp Seymour (després Lord Alcester) va bombardejar Alexandria al juliol provocant el trencament obert entre Arabí Paixà i Tewfik. Aquest no va voler sortir d'Egipte per posar-se sota protecció de les potències (com aquestes per seguretat li demanaven) i va restar al seu palau de Kasr al-Raml, prop d'Alexandria (5 km) però durant el bombardeig no va córrer cap perill; llavors els soldats d'Arabí van atacar el palau amb la intenció de deposar el khediv però aquest va poder fugir a un altre palau passant pels carrers d'Alexandria (en alguns llocs en flames) i finalment es va veure obligat a demanar la protecció d'un contingent britànic; llavors va demanar a Arabí la dimissió. Arabí mentre es va retirar amb les seves tropes a Kafr al-Dawwar, als afores d'Alexandria, després d'obrir les portes de la seva presó als confinats a presidi, els quals entraren a sang i fetge i incendiaren els barris que havien respectat els projectils anglesos. El khediv, sostingut per la Gran Bretanya, va declarar rebel al seu antic ministre de la Guerra i Seymour va exigir la retirada de l'artilleria egípcia de les seves posicions prop d'Alexandria, però els egipcis van ignorar l'ultimàtum.
Arabí va respondre proclamant-se cap del moviment de resistència nacional i va formar un ministeri i, com a nou profeta, es va col·locar al cap el turbant verd. Els britànics van envair Egipte en suposat interès de l'autoritat legítima (Tewfik i el primer ministre Raghib Pasha); les forces dels britànics que van desembarcar a Alexandria foren derrotades per Arabí en la batalla de Kafr al-Dawwar; però la cavalleria anglesa va avançar cap al Caire on va entrar sense disparar un tret i el 21 d'agost Tewfik, que ja havia retornat al Caire, nomenava un nou govern dirigit altre cop per Muhammad Sharif Pasha, més dòcil als britànics tot i ser cap del partit nacional, que acceptava les reformes exigides per les potències i els consells de Frederick Hamilton-Temple-Blackwood (Lord Dufferin), comissionat especial britànic. Mentre Sir Garnet Wolseley desembarcava amb un altre exèrcit a la zona del Canal, i derrotava a Arabí a Ramses, Kassasin i en la batalla de Tel el-Kebir el 13 de setembre de 1882, iniciant-se l'Ocupació britànica d'Egipte.
Abandonat pels agipcis i fet presoner, Arabí fou condemnat a mort per un tribunal militar el 3 de desembre de 1882, acusat de rebel·lió, però el representant britànic Lord Dufferin va demanar la commutació que el khediv, ja que pensava que la seva execució (que Tewfik volia) hauria estat contraproduent i negativa pel que es pretenia, en elevar-lo a màrtir; el khediv va haver d'acceptar i li va commutar la pena per l'exili a perpetuïtat, sent deportat a Ceilan avui Sri Lanka. Va sortir d'Egipte el 28 de desembre de 1882 i va viure a Kandy on hi ha el museu d'Arabí Pasha a la casa que va ocupar. El maig de 1901 el nou khediv Abbas Hilmi II, més nacionalista i oposat als britànics, li va permetre el retorn que es va produir l'1 d'octubre de 1901.
Va morir al Caire el 21 de setembre de 1911. Sota Gamal Abdel Nasser fou considerat heroi nacional; també a Sri Lanka és considerat un heroi antiimperialista.